# Мирослав Плој
Мирослав Плој (Птуј, 14. јун 1862 — Марибор, 22. јануар 1944) био је правник и политичар.
Плој је био градначелник Марибора (1922−1924), делегат Краљевине Југославије у Репарацијоној комисији до 1931. Представљао је Краљевину Југославију на низу конференција које су се бавиле финансијским питањима. Сенатор КЈ 1932−1938. Члан делегације Краљевине Југославије на XIII, XIV и XV заседању Скупштине Друштва народа у Женеви.